# Japanische Formel-2-Meisterschaft
Die Japanische Formel-2-Meisterschaft war eine von 1977 bis 1986 ausgerichtete Rennserie im Automobilsport. Startberechtigt waren Fahrzeuge, die dem Reglement der Formel 2 entsprachen.

## Entwicklung

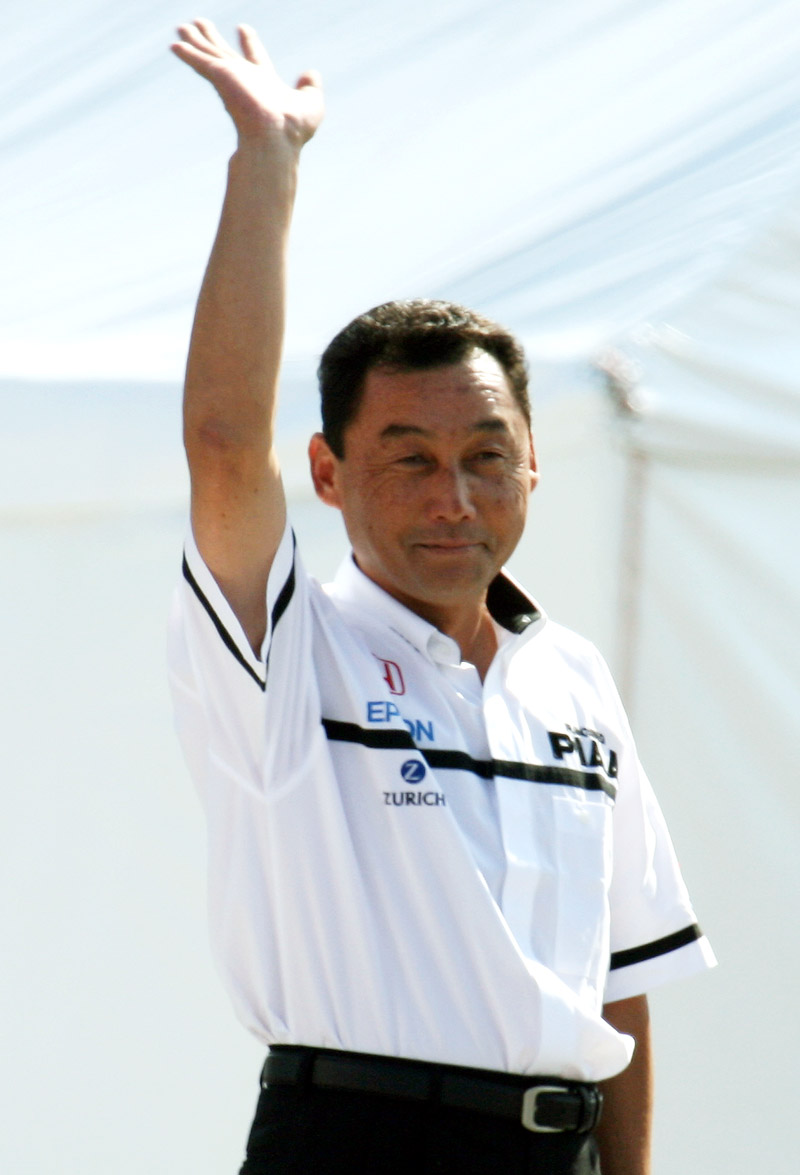
Fünfmaliger japanischer Formel-2-Meister: Satoru Nakajima

Ab 1969 fanden in Japan Automobilrennen mit Fahrzeugen statt, die dem Reglement der Formel 2 entsprachen. Sie beschränkten sich zunächst auf vereinzelte Veranstaltungen auf dem Fuji Speedway. Dabei wurden zumeist Fahrzeuge japanischer Konstrukteure gemeldet, einige Rennfahrer traten auch mit älteren britischen Rennwagen von Brabham oder Lotus an. Ab 1972 wurde jährlich eine Japanische Formel-2000-Meisterschaft durchgeführt, in der – anders als in der Formel-2-Europameisterschaft – Fahrzeuge mit einem Hubraum bis zu 2,4 Litern zugelassen waren. Beginnend mit der Saison 1977 wurde das Reglement an die FIA-Standards angeglichen, woraufhin die Serie die Bezeichnung Japanische Formel-2-Meisterschaft erhielt. Sie wurde bis 1984 parallel zur Formel-2-Europameisterschaft durchgeführt. Als 1985 die europäische Serie durch die Internationale Formel-3000-Meisterschaft abgelöst wurde, hielt Japan noch zwei weitere Jahre an der Formel 2 fest. Erst 1987 wurde eine analog zu Europa angelegte japanische Formel-3000-Meisterschaft eingeführt, die ab 1996 die Bezeichnung Formel Nippon und trug und seit 2013 Super Formula genannt wird.
In technischer Hinsicht wurde die Japanische Formel-2-Meisterschaft von britischen Konstrukteuren dominiert. Mit Ausnahme der ersten beiden Jahre, in denen Fahrer mit Nova-Fahrzeugen Meister wurden, gingen alle Titel an Fahrer von March-, Spirit- oder Ralt-Autos. 
Der erfolgreichste Rennfahrer dieser Serie war Satoru Nakajima. Er gewann fünfmal die Meisterschaft.
Ein regelmäßiger Austausch von Fahrern zwischen beiden Meisterschaften fand nicht statt; nur vereinzelt traten japanische Fahrer bei europäischen Rennen an und umgekehrt. Eine Ausnahme war der britische Rennfahrer Geoff Lees, der 1981 die europäische Meisterschaft gewonnen hatte. Er startete 1983 in der japanischen Meisterschaft regelmäßig für ein japanisches Team und gewann in diesem Jahr auch diesen Titel. 

## Meister
| Jahr | Fahrer            | Chassis      | Team                             | Punkte    |
| ---- | ----------------- | ------------ | -------------------------------- | --------- |
| 1977 | Kazuyoshi Hoshino | Nova         | Heroes Racing                    | 90 (102)  |
| 1978 | Kazuyoshi Hoshino | Nova         | Heroes Racing                    | 76        |
| 1979 | Keiji Matsumoto   | March        | Diatone Racing                   | 79 (90)   |
| 1980 | Masahiro Hasemi   | March        | Tomy Racing                      | 71 (79)   |
| 1981 | Satoru Nakajima   | March Ralt   | I&I Racing Development           | 79        |
| 1982 | Satoru Nakajima   | March        | John Player Special Team Ikuzawa | 80 (98)   |
| 1983 | Geoff Lees        | March Spirit | John Player Special Team Ikuzawa | 93(103)   |
| 1984 | Satoru Nakajima   | March        | Heroes Racing                    | 107 (109) |
| 1985 | Satoru Nakajima   | March        | Heroes Racing                    |           |
| 1986 | Satoru Nakajima   | March        | Heroes Racing                    | 92        |